# Doro AB
Doro AB ist ein schwedisches börsennotiertes Unternehmen, welches Telekommunikationprodukte, Unterhaltungselektronik und Software speziell für ältere Leute anbietet. Der Hauptsitz ist in Malmö, Schweden. Doro wird an der OMX Stockholm gelistet. Die Produkte werden in 30 Ländern auf fünf Kontinenten verkauft. CEO ist Jörgen Nilsson.

## Geschichte
Bis 2008/2009 stellte Doro vorwiegend Schreibtisch- und Heimtelefone für Firmen und Privathaushalte her. Danach konzentrierte es sich auf Seniorenhandys und Festnetztelefone für Senioren. Die betriebswirtschaftlichen Kennwerte haben sich seitdem deutlich verbessert. Seither werden Produkte nach Nordamerika, Europa, Südamerika, Asien und Ozeanien verkauft. Doro übernahm 2013 seinen Vertriebspartner IVS Amberg mit 64 Mitarbeitern und 36 Millionen Euro Umsatz.

## Organisation
Der Hauptsitz ist in Malmö, Schweden. Doro Company besitzt Niederlassungen und Verkaufsbüros in Frankreich und der ganzen Welt. 2011 übernahm sie zwei französische Firmen, welche Android-Software und Telecarelösungen herstellen.

## Produkte
Doro stellt:

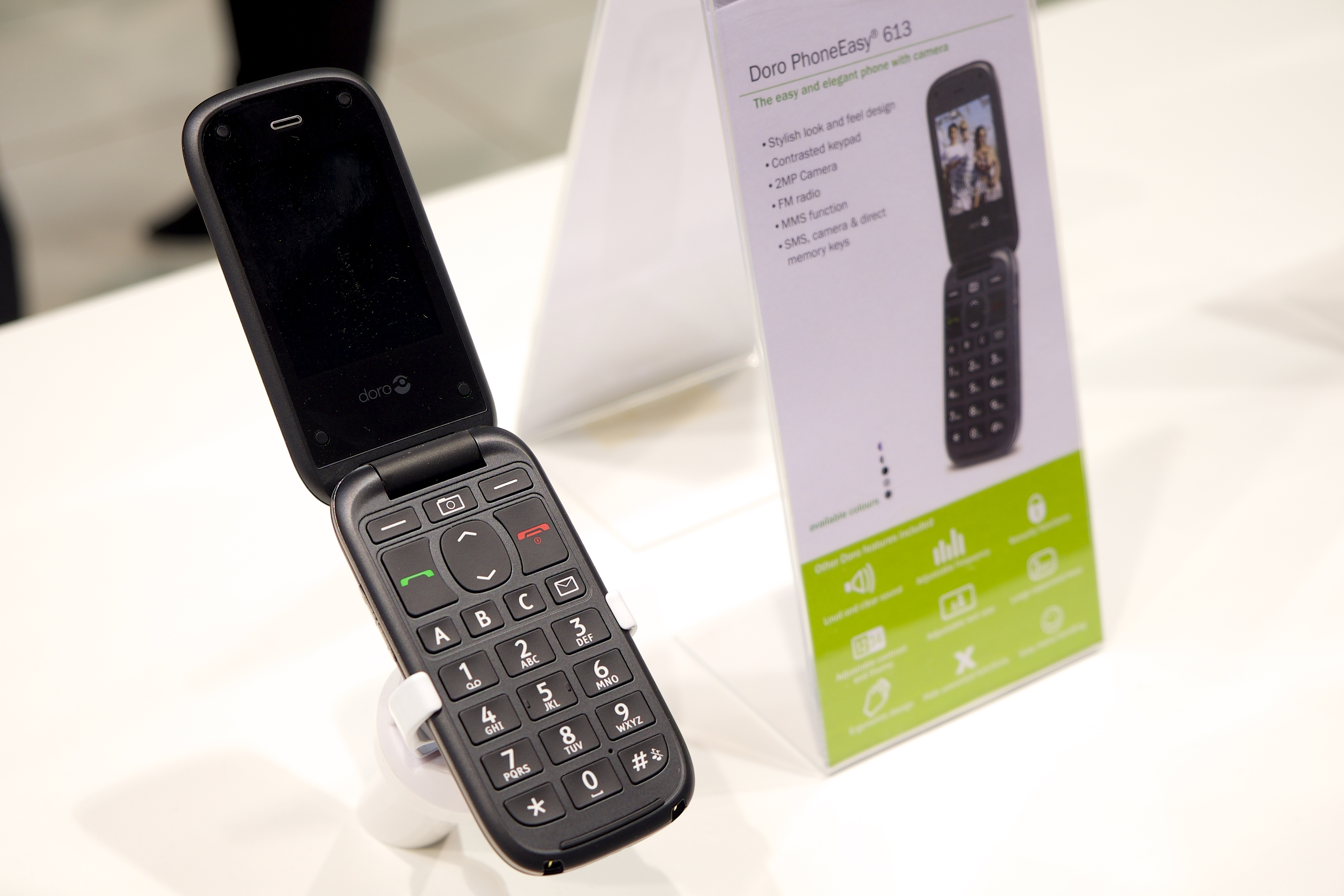
Doro Seniorenhandy
PhoneEasy 613
vorgestellt März 2015

- Seniorentelefone für das Festnetz,
- Seniorenhandys
- Seniorensmartphones sowie
- Hausnotruf-Produkte

her.